# When I'm dead and gone
When I’m dead and gone is de debuutsingle van McGuinness Flint. Het is afkomstig van hun debuutalbum McGuinness Flint. Het lied is geschreven door de twee personen die later het duo Gallagher & Lyle zouden vormen. Het lied is geïnspireerd op het leven van Robert Johnson, blues- en gitaarlegende (Hey there, ladies, Johnson’s free). De titel van het lied is een regel uit Me and the devil blues van Johnson.
De klank van het lied was enigszins afwijkend ten opzichte van ander folkrepertoire. Op het plaatje is de mandoline goed te horen. Ook de kazoo en dobro zijn te horen. Door de klank had Capitol Records er weinig vertrouwen in dat het een hit zou worden, ze hadden het mis.
McGuinness zou later toegeven dat het een goed idee was de single rond Kerstmis uit te brengen, dat stuwde de verkopen.
Het nummer is een aantal keren gecoverd. Phil Everly en Status Quo namen het een keer op, maar ook er zijn ook versies bekend van Def Leppard en James Last.

## Hitnotering
Het werd een groot succes. In de Verenigde Staten werden er meer dan honderdduizend van verkocht, resulterend in een 35e plaats in de Billboard Hot 100. In het Verenigd Koninkrijk haalde het de tweede plaats in veertien weken notering. Alleen Dave Edmunds I hear you knocking hield het van een eerste plaats.

### Nederlandse Top 40
Hier was When I’m dead and gone eerst alarmschijf.
| Positie: | 30 | 20 | 18 | 19 | 26 | 40 | uit |

### NederlandseDaverende 30
| Positie: | 18 | 12 | 13 | 23 | 30 | uit |

### BelgischeBRT Top 30
| Positie: | 29 | 28 | 20 | 13 | 9 | 12 | 16 | 24 | 28 | uit |

### VlaamseUltratop 30
| Positie: | 24 | 17 | 14 | 14 | 20 | uit |

### NPO Radio 2 Top 2000
When I'm dead and gone stond alleen in 1999 in de NPO Radio 2 Top 2000, op plek 1859.